# Mill Creek (Oklahoma)
Mill Creek es un pueblo ubicado en el condado de Johnston en el estado estadounidense de Oklahoma. En el año 2010 tenía una población de 319 habitantes y una densidad poblacional de 	319 personas por km².

## Geografía
Mill Creek se encuentra ubicado en las coordenadas 34°24′04″N 96°49′31″O / 34.401179, -96.825189.

## Demografía
Según la Oficina del Censo en 2000 los ingresos medios por hogar en la localidad eran de $24,479 y los ingresos medios por familia eran $26,250. Los hombres tenían unos ingresos medios de $29,500 frente a los $16,250 para las mujeres. La renta per cápita para la localidad era de $10,661. Alrededor del 28.7% de la población estaban por debajo del umbral de pobreza.